# Bad Deutsch-Altenburg
Pour les articles homonymes, voir Altenburg (homonymie).
Bad Deutsch-Altenburg est une commune (Marktgemeinde) autrichienne du district de Bruck an der Leitha en Basse-Autriche. Une station thermale, elle est connue pour ses sources de soufre et d'iode.

## Géographie
Le territoire communal s'étend dans l'est du bassin de Vienne sur la rive droite du Danube et du parc national Danube-Auen. La municipalité est située au sud-ouest de la ville de Hainburg, sur la route entre Vienne et Bratislava. Un peu plus loin, dans les collines calcaires du Pfaffenberg à l'est, se trouve une grande carrière.
La gare de Bad Deutsch-Altenburg possède un raccordement direct avec le réseau express régional de la S-Bahn de Vienne.

## Histoire

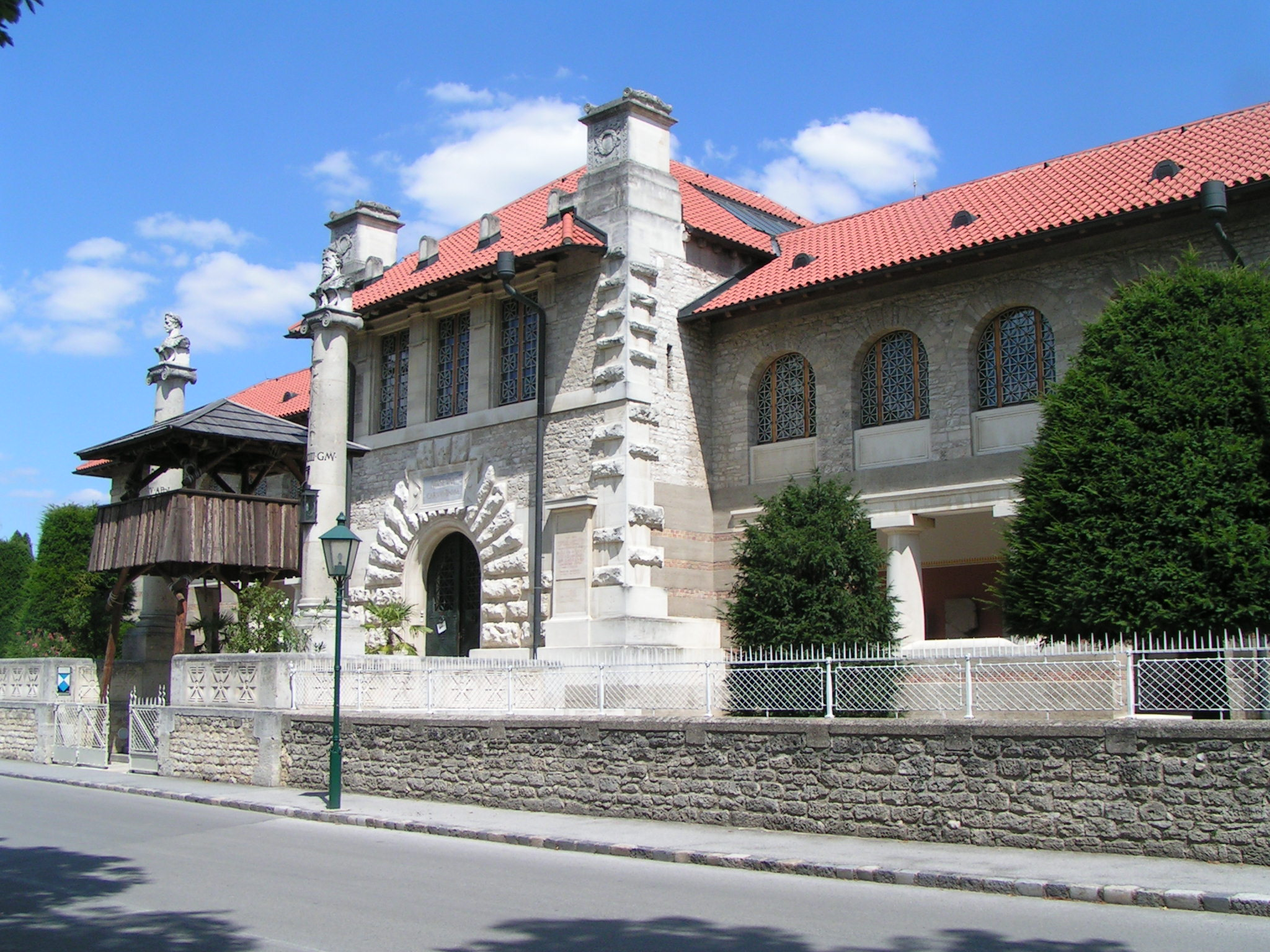
Le musée Carnuntium.

Le lieu se situe dans le domaine de l'ancienne ville romaine de Carnuntum, capitale temporaire de la province de Pannonie, édifiée au passage de la route de l'ambre sur le Danube. 
Une forteresse médiévale au bord du fleuve, près de la frontière orientale du margraviat d'Autriche, fut construite au XIe siècle. Après des conflits armés entre l'empereur Henri III et le roi André Ier de Hongrie vers l'an 1050, une abbaye y est fondée qui était en possession de l'impériatrice Agnès de Poitou. L'établissement d'Altenburg au-dessous est mentionné pour la première fois en 1297.
Les habitants se sont vus investir du droit de tenir marché en 1579. Pendant les siècles de la monarchie de Habsbourg, l'ajout de Deutsch (« allemand ») sert à établir une distinction entre Altenburg et la ville de Magyaróvár (Ungarisch Altenburg) en Hongrie. Au début du XVIIIe siècle, le château d'Altenburg fut reconstruit en style baroque sur les plans de l'architecte Carlo Antonio Carlone. La commune a reçu le statut de station thermale (Bad) le 9 avril 1928.
Pendant la Seconde Guerre mondiale, à partir d'octobre 1944, des travailleurs forcés juifs hongrois sont exploités dans des remparts de la Wehrmacht à l'est de la ville. En mars 1945, ils sont expulsés lors d'une des marche de la mort à Bad Deutsch-Altenburg. De là, ils embarquent sur le Danube jusqu'au camp de concentration de Mauthausen. Une pierre commémorative marque l'emplacement d'un charnier où des prisonniers épuisés abattus ont été enterrés.

## Personnalités
- Carl Hollitzer (1874-1942), caricaturiste, chanteur et acteur ;
- Anton Durcovici (1888-1951), prélat, martyr de l'Église catholique ;
- Hannes Swoboda (né en 1946), homme politique.